# Étant
L'étant est un concept philosophique, déjà présent chez Platon et Aristote — en grec ancien : τὸ ὂν, τὰ ὂντα — désignant ce qui est. Ce concept permet de distinguer l'expérience phénoménologique vécue par tout humain en contact avec le monde dans lequel il est immergé, du concept métaphysique du philosophe qui s'interroge sur l'essence de cette présence. Cette distinction met en évidence la différence entre le concept de l'étant comme ce qui se montre et le concept d'être comme ce qui est la vérité de l'étant, ce qui le fonde et permet sa présence même.

## L'étant (ens) chez saint Thomas d'Aquin
Chez saint Thomas d'Aquin, la métaphysique est conçue comme la doctrine de l'étant en tant qu'étant, c'est-à-dire qu'elle accomplit l'effort philosophique puisqu'elle interroge sur ce qui est connaissable au plus haut point (Maxime intelligibile). Ce syntagme reçoit trois interprétations, la connaissance des causes, le maximum  de l'universalité et l'intelligibilité dont l'objet métaphysique se doit d'être caractérisé par ces trois critères. Ainsi, pour lui l'object propre (subiectum) est l'« étant commun » (ens commune). Par conséquent, chez saint Thomas d'Aquin, cette discipline pose la question de l'étant en général et parvient par cette voie au problème des causes premières de l'existence et alors à l'utilisation de Dieu comme cause totale et argument de la métaphysique. 

### Œuvres abordant le concept de l'étant chez Thomas d'Aquin
- De ente et essentia, L'étant et l'essence composé entre 1252 et 1256
- Super Boetium de Trinitate, Sur le De Trinitate de Boèce composé entre 1256 et 1259. Commentaire partiel (du prologue au premier tiers du second chapitre)[3] des Traités Théologiques de Boèce.
- Suma contra Gentiles, Somme contre les Gentils (Livre II) composé entre 1257 et 1265. Traité philosophique sur la foi chrétienne face aux philosophes antiques juifs et arabes d'une part et philosophes hérétiques d'autre part.
- Suma Theologiae, Somme de Théologie (q44-119) principale œuvre de saint Thomas d'Aquin, inachevée.

## L'étant chez Heidegger
Pour Martin Heidegger, l'être en tant qu'il est ce qui est demandé, réclame une ontologie originale qui se distingue essentiellement de tout mode de découvrement de l'étant. Il rompt avec la définition traditionnelle de l'essence de l'homme[source insuffisante], ainsi qu'avec toute problématique d'une nature humaine. L'étant est alors tout ce dont nous parlons, tout ce à quoi nous pensons, tout ce à l'égard de quoi nous nous comportons, mais aussi bien ce que nous sommes nous-mêmes et la manière dont nous le sommes.

## L'étant chez Levinas
Pour Emmanuel Levinas, comme conscience de soi, à travers l'activité de représentation, l'étant passe par le désir de l'autre. Selon lui, au lieu de penser l'être (le fait d'être), la pensée occidentale a pensé l'étant (le substantif de l'être) et elle explique les étants par Dieu considéré comme l'étant suprême.